# Alfreð Finnbogason
Alfreð Finnbogason (Grindavík, 1989. február 1. –) izlandi válogatott labdarúgó, a Lyngby játékosa.
Az izlandi válogatott tagjaként részt vett a 2016-os Európa-bajnokságon és a 2018-as világbajnokságon. A 2018-as vb-n ő szerezte Izland első világbajnoki gólját.

## Sikerei, díjai

### Klub
Breiðablik
- Izlandi bajnok (1): 2010
- Izlandi kupa (1): 2009

 Helsingborgs
- Svéd szuperkupa (1): 2012

 Olimbiakósz
- Görög bajnok: 2015-16

### Egyéni
- Az izlandi bajnokság legjobb játékosa (1): 2010
- Az izlandi bajnokság legjobb fiatal játékosa (1): 2009
- Az izlandi bajnokság év csapatának tagja (2): 2009, 2010
- Az izlandi bajnokság gólkirálya (1): 2010 (14 gól)
- A holland bajnokság gólkirálya (1): 2013–14 (29 gól)